# Гаримино јеванђеље
Гаримино јеванђеље је најстарији сачувани етиопски рукопис и најранији сачувани илуминирани хришћански новозаветни рукопис на свету. Чува се у манастиру Свети Гарима у близини етиопског града Адуа. На основу радиоугљеничног датирања, рукописи су датирани између 330. и 650. године; студија је спроведена на Универзитету у Оксфорду под покровитељством добротворног Етиопиан Херитаџ Фонда.

## Историја
Аксумитско краљевство је било једна од првих држава на свету која је званично прихватила хришћанство у 4. веку. Први хришћански проповедник и први епископ у Етиопији био је Фрументије (умро око 383.), родом из Сиријског града Тира, пореклом Грк и римски држављанин. Према легенди, један од девет светаца Етиопске православне цркве, Исак Гарима, стигао је у Етиопију 494. године. Играо је важну улогу у другом таласу христијанизације Етиопије (друга половина 5. - почетак 6. века). По житију светог Гарима, потицао је из византијске царске породице и стигао је у Аксум из Цариграда 494. године на позив монаха Пантелејмона. Гарима је путовао по Етиопији у кочијама, а када су мештани одбили да приме хришћанство, молитвом је оборио на њих муње. Где је Гарима пљунуо, из земље је почео да извире извор. На крају свог живота светитељ је основао манастир, где је, по завету, за један дан преписао Јеванђеље. Легенда каже: када је ава видео да нема времена да заврши посао, Бог је својом молитвом зауставио Сунце на неко време.

## Рукописи
Гарима кодови се састоје од две књиге: Гарима I и Гарима II. Рукописи су преписани у два различита рукописа, али украшени на исти начин. Прва књига има 348 страница, од којих је првих 11 богато илустровано. Друга, „Гарима II“, садржи 322 странице, а првих 17 украшено је минијатурама, међу којима су портрети четворице јеванђелиста (Матеја, Марка, Луке и Јована), необична слика јерусалимског храма, као и цвеће, лукови и стубови. Али најневероватније је то што се на минијатурама појављује 20 врста птица, углавном оних које се не налазе у Етиопији.
У стилу цртежа, неки научници су видели сиријски, други - ирански утицај. Следи текст Новог завета  на језику древне Абисиније. Посебно чудо је повез који је сачуван у изворном облику. Повез књиге „Гарима I” чине дрвене даске повезане позлаћеним бакром. У средини је велики крст са рупама у којима је можда било драго камење. Повез књиге „Гарима II” је од сребра и датира из 10.-12. века.

## Истраживање и стручна јавност
Рукопис је познат истраживачима од 1950. године, када је британска историчарка уметности Беатрис Плејн, путујући Етиопијом, стигла до манастира Светог Гарима. Женама тамо није дозвољено да уђу, али су се монаси према гошћи опходили са поштовањем и изнели благо да јој покажу. Између осталог, видела је велику књигу са више од три стотине пергаментних страница, прекривену текстовима четири канонска јеванђеља и богато украшену прелепим светлим цртежима и орнаментима. 
Шездесетих година 20. века, Француз Јулес Лерои се бавио истраживањем Гарима записа. Успео је да уђе у библиотеку манастира и сазна да заправо постоје две књиге. Лерој је, супротно легендама да је записе створио отац Гарима крајем 5. – почетком 6. века, датовао књиге на прелаз из 10. у 11. век. Ова верзија се заснивала углавном на анализи стила илустрација, као и повезивања, што је било потпуно несвојствено времену када је живео отац Гарима.
Године 1963. уникатне књиге доспеле су у руке несрећном етиопском рестауратору. Опоравио их је, и то тако лоше да је помешао странице и ушио у један од томова јеванђеље из 14. века. Сваки пут када су књиге биле отворене, странице су буквално испадале из књига. У овом жалосном стању провели су више од четрдесет година.
Из Лондона су 2006. године у манастир Светог Гариме отишла три специјалиста: Француз Жак Мерсије, истраживач етиопске црквене уметности и аутор неколико књига о њој; и Енглези Лестер Капон, рестауратор рукописа, и Марк Винстанли, књиговезац. Ова група рестауратора, са благословом патријарха Етиопске православне цркве Павла, примљена је у манастир Свети Гарима да би предузели најхитније мере да илустрације спасу од скидања слојева боје. Стручњаци су морали да раде са рукописом на отвореном, постављајући га на ковчеге, непрестано се крећући по манастирском дворишту пратећи сенку и борећи се са мајмунима и птицама. Имали су времена само да мање-више повежу странице у низ. 